# Milim
«Milim» (en hebreo: מילים; en español: Palabras) es una canción interpretada por Harel Skaat que representó a Israel en el Festival de la Canción de Eurovisión 2010 celebrado en Oslo, Noruega.
Milim ocupó el puesto 14º en la final de Eurovision 2010 con 71 puntos.